# A113

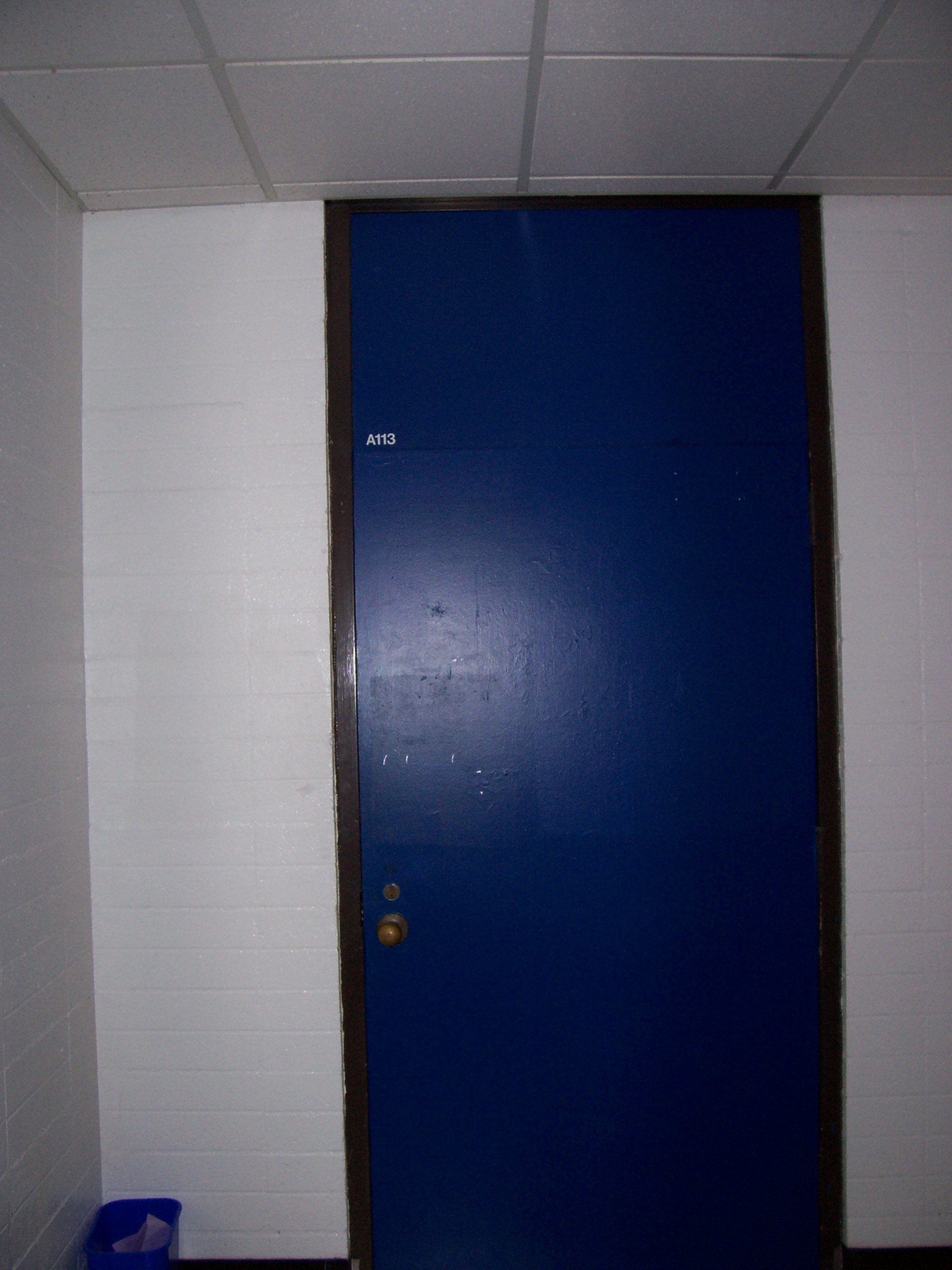
カリフォルニア芸術大学の教室A113の扉

A113はアメリカのアニメーション作品に見られる楽屋オチ・内輪ジョークである。作品中の画面に「A113」という文字がたいした意味もなく出てくるという物。カリフォルニア芸術大学（カルアーツ）を卒業したアニメーターの仲間内で用いられる。由来は同大学の教室番号。

## 概要
このジョークを最初に使ったのはブラッド・バードである。『世にも不思議なアメージング・ストーリー』の「いじわる家族といたずらドッグ (The Family Dog) 」の回に登場する車のナンバープレートの番号として用いている。バード曰く「（A113の事を指し）これは私の映画作品、どれでもことごとく使っているよ。ザ・シンプソンズも含めてね。いうなればこれはアル・ハーシュフェルド作品におけるNinaの署名の私版といったところかな」との事。
また、やはりカルアーツ出身のジョン・ラセター率いるピクサーの長編映画作品全てで見ることができる。この慣習はラセターがピクサーを退社した現在も、未だにカルアーツ出身者を多く擁する同スタジオにて継続している。
2011年、ブラッド・バードは自身初の実写映画『ミッション:インポッシブル/ゴースト・プロトコル』でもこれを使用した。

## A113が見られる作品
2分の1の魔法
終盤で、警察官のコルト・ブロンコに送られてきた警察無線の番号。
アイアン・ジャイアント
アイアン・ジャイアントが噛り付いた車のナンバープレート。「3」の部分は欠けている。
あの夏のルカ
終盤でアルベルトが手に入れた汽車の切符番号。
アベンジャーズ
モニターに映し出されているファイルナンバー。
アメリカン・ダッド
ハマー風の車のナンバープレート、貨車の車番。
アーロと少年
アーロの家で飼育されている鳥の、木の枝でできた柵が「A113」の形になっている。
インクレディブル・ファミリー
暴走する列車の車体番号。終盤に登場する映画館に描かれている番号。他にもいくつかのシーンで登場する。
インサイド・ヘッド
ライリーが家出をする際に通過する建物の壁の落書き。
ウォーリー
人間が地球を離れる際、アクシオムの自動操縦装置AUTOに設定された極秘任務のコードネーム。
このコードはストーリー展開に大きく関係するもので、セリフで読み上げられたり、大きく表示されるなど、作中で「A113」が明確な意味を与えられた数少ない作品となっている。
カーズシリーズ
メーターのナンバープレート。1作目では踏切に差しかかった列車の型番、2作目ではシドレーの機体記号、3作目では、スターリングのオフィスのドアに描かれている番号としても登場する。
カールじいさんの空飛ぶ家
カールが出廷した裁判所の法廷番号。
ザ・シンプソンズ
ピエロのクラスティーが強盗容疑で捕まった時の囚人服のナンバー。
スペース・プレイヤーズ
仲間を探すためにバッグス・バニーが拝借したマービン・ザ・マーシャンの宇宙船の船体に、船名「USS MARVIN」とともに艦隊登録番号「A-113」が表記されている。
ソウルフル・ワールド
万物の殿堂にある道路標識の番号。
トイ・ストーリーシリーズ
アンディのママが乗るミニバンのナンバープレート番号(3作目まで)。「2」に限り、 空港のアナウンスにて"LassetAir Flight A113"とアナウンスされる形でも登場する。LassetAirは監督のジョン・ラセターにかけられている。
ドクター・フー
シーズン8の8話にて、トンネル内を走行する列車の行先表示。
バグズ・ライフ
フリックが町に入った時にある、町の入り口の箱に書いてある文字。
ファインディング・ドリー
フルーク&ラダーの尻尾につけられたタグの番号が「A1」と「13」。ドリーとハンクが運転したトラックのナンバープレート。
ファインディング・ニモ
スクーバダイバーが構えているカメラの型式コード。
プリンセスと魔法のキス
ティアナが乗る路面電車の番号。
ブレイブ・リトルトースター
主人公たちのご主人ロブが住む都会のマンションの部屋番号。
ベイマックス
ヒロが調べる図面の中の文字で小さく「PART『A113』」と書かれている。
Mr.インクレディブル
シンドロームの秘密基地にある部屋の番号。加えて、Mr.インクレディブルが拘束されている監房はA1レベルの13監房。
ミッション:インポッシブル/ゴースト・プロトコル
ブラッド・バードが監督を務めた縁で登場。
トレヴァー・ハナウェイが着けていた指輪に刻まれた文字。イーサンが電話で緊急脱出を要請した際の合流地点「アルファ113」(「アルファ」はフォネティックコードで「A」を示す)。
メリダとおそろしの森
森の魔女の家の扉の上に、ローマ数字で「ACXIII」(ローマ数字の「C」は「100」を、「X」は「10」を意味する)と刻み込まれている。
モンスターズ・インク
ランドールが追放されたキャンピングカーの近くの木の枝に、ローマ数字「ACXIII」の形で隠れている。史上初となるアラビア数字以外の表記法での登場。
モンスターズ・ユニバーシティ
怖がらせ学部初級講義室の番号。
リメンバー・ミー
家族再会の案内所のドアに書かれている番号。
リロ・アンド・スティッチ
コブラ・バブルスが乗ったレンタカーや、消防車、トラックなど、すべての車のナンバープレート。
レミーのおいしいレストラン
体の大きなギットという名のネズミの左耳に、どこかの研究室でつけられたような「A113」のタグがついている。
野生の島のロズ
主人公のロボット「ロッザム」のプロセッサが「A（アルファ）113」であるとのセリフがある。